# Gentiana austromontana
Gentiana austromontana är en gentianaväxtart som beskrevs av J. S. Pringle och A. J. Sharp. Gentiana austromontana ingår i släktet gentianor, och familjen gentianaväxter. Inga underarter finns listade i Catalogue of Life.